# Mołodiżne (obwód odeski)
Mołodiżne (ukr. Молодіжне, ros. Молодёжное) – wieś na Ukrainie, w obwodzie odeskim, w rejonie odeskim.